# Andris Vosekalns

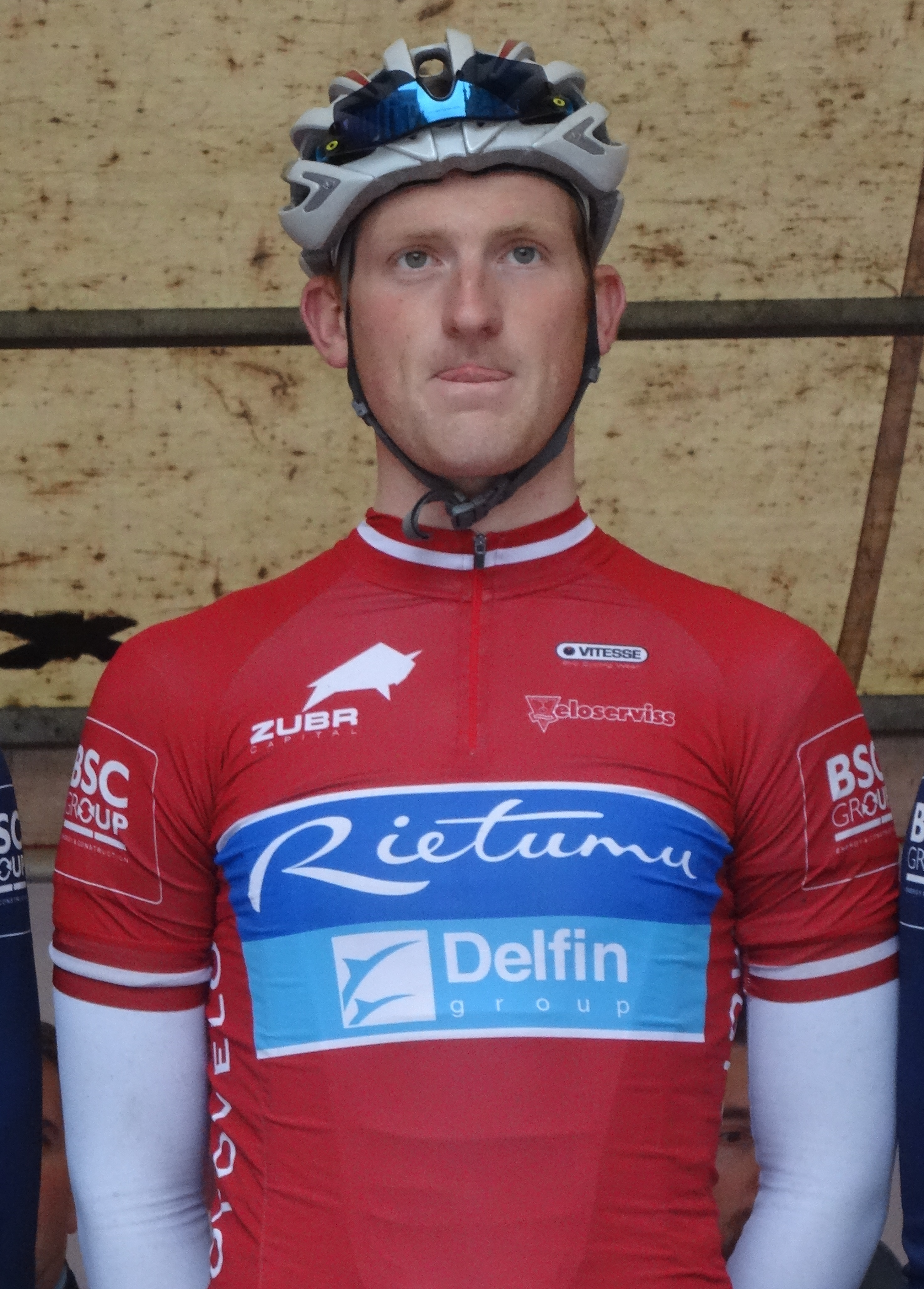
Andris Vosekalns (2014)

Andris Vosekalns (* 26. Juni 1992 in Alūksne) ist ein lettischer Straßenradrennfahrer.
Andris Vosekalns wurde 2010 in der Juniorenklasse lettischer Meister im Straßenrennen und im Einzelzeitfahren. Außerdem wurde er Zweiter der ersten Etappe bei der Tour de la Région de Lodz, wo er auch den zweiten Platz in der Gesamtwertung belegte. 2014 wurde er lettischer Meister im Straßenrennen.

## Erfolge
2010
- Lettischer Meister – Straßenrennen (Junioren)
- Lettischer Meister – Einzelzeitfahren (Junioren)

2014
- Lettischer Meister – Straßenrennen

2017
- Bergwertung Course de la Solidarité Olympique

## Teams
- 2011 Alpha Baltic-Unitymarathons.com
- 2012 Rietumu-Delfin
- 2013 Rietumu-Delfin
- 2014 Rietumu-Delfin
- 2015 Rietumu-Delfin
- 2016 Rietumu-Delfin
- 2017 Rietumu Banka-Riga
- 2018 Hengxiang Cycling Team